# Touchy!
«Touchy!»  es una canción de la banda noruega a-ha, lanzada el 15 de agosto de 1988 como el cuarto sencillo de su tercer álbum de estudio,  Stay On These Roads (1988). Es la tercera canción del álbum.

## Video musical
- Dirección: Kevin Moloney[2]
- Filmado en Deauville y París, ambos en Francia, denota el nado sincronizado.
- Disponible en Headlines and Deadlines

## Sencillo en vinilo de 7"
- Sencillo de Francia de 7"

Presenta a Touchy! (4:31) y a Hurry Home (4:34).
- Sencillo de Alemania de 7"

Presenta a Touchy! (4:31) y a Hurry Home (4:34).
- Juke Box de Italia de 7"

Presenta a Touchy! (4:31) y a "You Came" de Kim Wilde.
- Promoción en España

Esta Promoción de 7" presenta a Touchy! (4:31).
- Sencillo de UK de 7"

Presenta a Touchy! (4:31) y a Hurry Home (4:34).
- Sencillo de UK de 7" (Con Póster)

Presenta a Touchy! (4:31) y a Hurry Home (4:34).
- Sencillo de UK y Alemania de 7" (Logo Verde)

Presenta a Touchy! (4:31) y a Hurry Home (4:34). 
- Sencillo de UK y Alemania de 7" (Logo Azul)

Presenta a Touchy! (4:31) y a Hurry Home (4:34), el logo cambia en la palabra Touchy!.
- Promoción en UK de 7"

Presenta a Touchy! (DJ Edit) y a Hurry Home (4:34), no se sabe la duración de Touchy! (DJ Edit).

## Sencillo en vinilo de 12"
- Promoción en Brasil de 12"

Presenta a Touchy! (4:31), Touchy! (Go-Go Mix) (8:20) y un Medley de (5:24) que presenta a Stay On These Roads, Hunting High And Low, I've Been Losing You, The Blood That Moves The Body, The Sun Always Shines On Tv, Cry Wolf, You Are The One y Take On Me.
- Sencillo en Alemania de 12"

Presenta a Touchy! (Go-Go Mix) (8:20), Touchy! (4:31) y a Hurry Home (4:34).
- Sencillo en España de 12"

Presenta a Touchy! (Go-Go Mix) (8:20), Touchy! (4:31) y a Hurry Home (4:34), no se sabe si es exactamente Hurry Home.
- Sencillo en UK de 12"

Presenta a Touchy! (Go-Go Mix) (8:20), Touchy! (4:31) y a Hurry Home (4:34).
- Sencillo en UK de 12" (Con Póster)

Presenta a Touchy! (Go-Go Mix) (8:20), Touchy! (4:31) y a Hurry Home (4:34).

## Sencillo en CD
- Sencillo de Japón de 3"

Presenta a Touchy! (Go-Go Mix) (8:20) y a Hurry Home (4:34).
- Sencillo de UK y Alemania de 3"

Presenta a Touchy! (Go-Go Mix) (8:20), Hurry Home (4:34) y a Hunting High And Low (3:43).
- Sencillo de UK y Alemania de 3" (Imagen en el Disco)

Presenta a Touchy! (Go-Go Mix) (8:20), Hurry Home (4:34) y a Hunting High And Low (3:43).

## Posicionamiento en listas
| Lista (1988)                          | Máxima posición |
| ------------------------------------- | --------------- |
| Alemania (Offizielle Deutsche Charts) | 13              |
| Bélgica (Flandes) (Ultratop 50)       | 14              |
| Europa (Eurochart Hot 100 Singles)    | 23              |
| Europa (European Airplay Top 50)      | 1               |
| Finlandia (Suomen virallinen lista)   | 25              |
| Francia (SNEP)                        | 5               |
| Irlanda (IRMA)                        | 6               |
| Italia (Musica e dischi)              | 23              |
| Países Bajos (Dutch Top 40)           | 14              |
| Países Bajos (Mega Single Top 100)    | 13              |
| Reino Unido (UK Singles Chart)        | 11              |
| Suiza (Schweizer Hitparade)           | 18              |